# زانکلین
| سامانه   | ردیف     | اشکوب      | میلیون سال پیش |
| -------- | -------- | ---------- | -------------- |
| کواترنری | پلیستوسن | گالئاسین   | → پس از آن     |
| نئوژن    | پلیوسن   | پیاچنزین   | ۲٫۵۸۸–۳٫۶۰۰    |
| نئوژن    | پلیوسن   | زانکلین    | ۳٫۶۰۰–۵٫۳۳۲    |
| نئوژن    | میوسن    | مسینین     | ۵٫۳۳۲–۷٫۲۴۶    |
| نئوژن    | میوسن    | تورتونین   | ۷٫۲۴۶–۱۱٫۶۰۸   |
| نئوژن    | میوسن    | سراوالین   | ۱۱٫۶۰۸–۱۳٫۶۵   |
| نئوژن    | میوسن    | لانگین     | ۱۳٫۶۵–۱۵٫۹۷    |
| نئوژن    | میوسن    | بوردیگالین | ۱۵٫۹۷–۲۰٫۴۳    |
| نئوژن    | میوسن    | آکوئیتانین | ۲۰٫۴۳–۲۳٫۰۳    |
| پالئوژن  | الیگوسن  | چاتین      | → پیش از آن    |

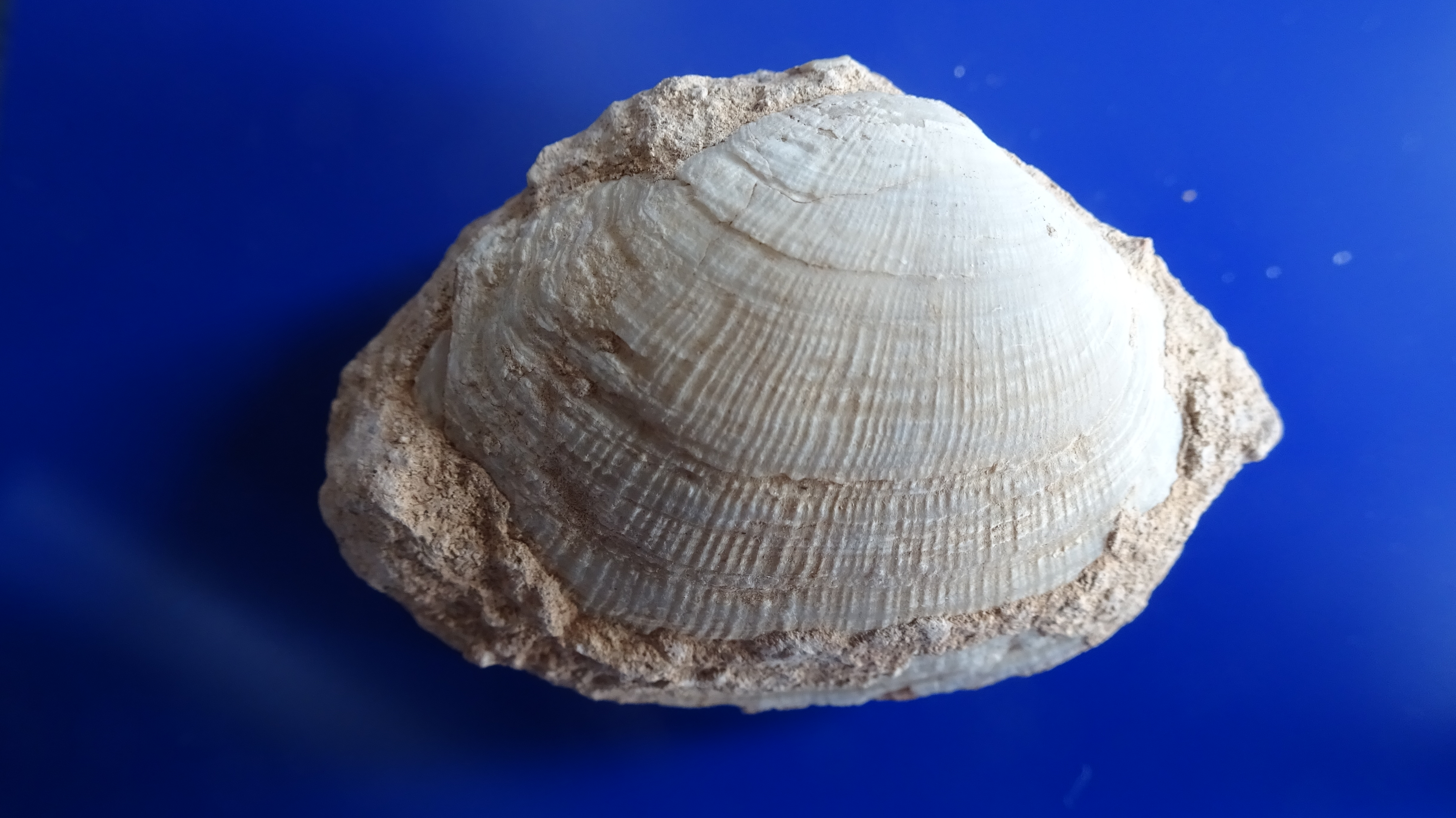
سنگ‌واره‌ای به‌جامانده از عصر زانکلین

زانکلین (انگلیسی: Zanclean) بر پایه مقیاس زمانی زمین‌شناسی اشکوب زیرین از ردیف پلیوسن یا قدیمی‌ترین عصر از دور پلیوسن به‌شمار می‌رود. زانکلین بازه زمانی از ۵٫۳۳۲ تا ۳٫۶ میلیون سال پیش را در بر می‌گیرد. این عصر پس از مسینین از دور میوسن و پیش از پیاسنزین قرار دارد.
مرز زیرین این عصر (و ردیف پلیوسن) نزدیک به زمان انقراض گونه‌هایی نانوپلانکتون‌ها و نخستین پیدایش گونه‌هایی دیگر از نانوپلانکتون‌ها است. مرز بالای عصر رانکلین (و مرز زیرین اشکوب پیاسنزین) با انقراض روزن‌داران پلانکتونی هم‌زمان است.

## رویدادهای زانکلین
سیلاب زانکلین نشان‌دهنده آغاز این عصر و پایان مسینین است که بر اثر آن آب از اقیانوس اطلس از طریق تنگه جبل‌الطارق در حوضه مدیترانه پیشروی کرد و بحران شوری مسینین در حدود ۵٫۹۶ میلیون سال پیش (در عصر مسینین از دور میوسن) که طی آن بخش‌های زیادی یا همه دریای مدیترانه تبخیر شده بود را پایان داد.